# Oxymacaria tessellata
Oxymacaria tessellata là một loài bướm đêm trong họ Geometridae.